# Čtyřboč rozložitá

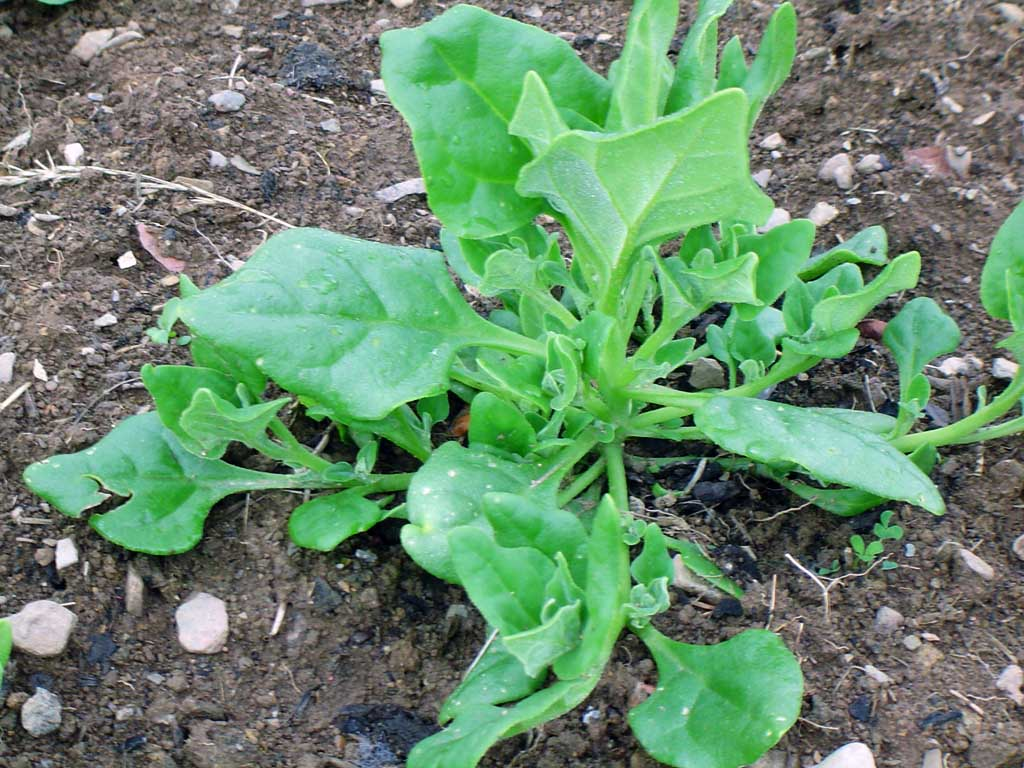
Mladá rostlina

Čtyřboč rozložitá (Tetragonia tetragonoides, zastarale čtyrboč) je do široka poléhavá, dužnatá, teplomilná bylina s dlouhými lodyhami, která se pěstuje jako náhrada špenátu. Tento druh cizokrajného rodu čtyřboč je původní rostlinou v Japonsku, Číně, na Tchaj-wanu, Novém Zélandu a v Austrálii. Jako perspektivní zelinářská rostlina byla dovezena do Evropy, Afriky i Ameriky.
Začala se pěstovat i českými zahradníky a následně unikla do volné přírody, kde byla prvně zaznamenána v roce 1918. Nejčastěji samovolně vyrůstá na skládkách bylinného odpadu s rostlinami vyhozenými ze zahrad, na kterých zůstala dobře klíčící semena. Mrazivé zimní období tyto rostliny přečkají ve formě semen a s příchodem teplého jara vyklíčí. Její výskyt ve zdejších klimatických podmínkách je spíš příležitostný a nepředstavuje vážný problém.

## Ekologie
Na některých místech s vlhkým subtropickým a tropickým podnebím se intenzivně šíří mimo vyhrazený prostor a dostává se na písečné duny i kamenité pláže mořských pobřežích, solných jeze nebo na břehy velkých řek. Starší rostliny dobře snáší zasolenou půdu, jsou odolné proti suchu a živočišným škůdcům, mají velkou konkurenční schopnost, silně se rozrůstají a vytlačují původní floru.
Rostlina pro bohatý růst potřebuje výživnou, vlhkou, ale odvodněnou půdu a teplé, plně osluněné stanoviště. Mráz rostlinu zničí a proto se ve středoevropských podmínkách pěstuje jako jednoletá. V době kdy již nehrozí jarní mrazíky, se na záhony vysazují sazenice předpěstované ze semen, která lze koupit v některých zahradnických podnicích. Kvete v červnu až srpnu.

## Popis
Dužnatá, rozvětvená, poléhavá až plazivá rostlina s lodyhami téměř 1 m dlouhými. Lodyhy jsou střídavě porostlé dužnatými, žláznatými, tmavozelenými, řapíkatými listy dlouhými 10 až 100 a širokými 5 až 50 mm. Jejich čepele bývají vejčitě kosočtvercovité až trojúhelníkovité, celokrajné či plytce laločnaté, na vrcholu tupé, mají zpeřenou žilnatinou a jsou stříbřitě ojíněné. Základní chromozomové číslo = 8.
Žlutozelené květy, asi 5 mm velké, jsou přisedlé nebo krátce stopkaté a vyrůstají nejčastěji jednotlivě z úžlabí listů, většinou jsou oboupohlavné a jen některé bývají jednopohlavné. Drobné, kopinaté, vytrvalé, po odkvětu se zvětšující kališní lístky jsou čtyři nebo pět, zvenčí jsou zelené a zevnitř žluté; korunní lístky se nevyvinuly. Tyčinek se žlutými nitkami i prašníky bývá deset až dvacet a jsou volné nebo částečně srostlé. Spodní semeník má čtyři až pět oddílů a stejný počet vajíček a čnělek. Květy neprodukují nektar a obvykle se opylují vlastním pylem, někdy na blizny přinese vítr cizí pyl.
Plody jsou oříškům podobné, nepukavé, spirálovité, čtyř až pětiboké, dřevnaté peckovice se stejným počtem tupých rohů. Jsou velké asi 1 cm a obsahují čtyři až pět světle hnědých či oranžových, ledvinovitých nebo hruškovitých semen asi 2 mm dlouhých.

## Rozmnožování
Rostliny se přirozeně množí semeny, která zůstávají životaschopná po dlouhou dobu. V přírodě se nejčastěji šíří i na velké vzdálenosti vodou (sladkou i slanou), ve které vydrží dlouho plavat bez následků. Semena vyklíčí v teplém klimatu za dvacet dnů a prvé květy se objeví asi po dvou měsících. Obvykle za čtyři měsíce neřezané výhony začínají stárnout a usychají.

## Význam
Čtyřboč rozložitá, nazývaná také novozélandský špenát, slouží v evropské kuchyni jako letní náhrada špenátu, používají se hlavně dužnaté listy. Sklízí se postupným ořezáváním výhonů před kvetením, tím se podporuje i žádoucí větvení rostliny. Výhodou je, že se dá i v teplém letním období postupně sklízet tři až čtyři měsíce.
Mohou se jíst jak čerstvé dužnaté výhonky, tak i tepelně upravené listy. Jejich syrová konzumace není vhodná, protože obsahují hodně kyseliny šťavelové a saponinu. Obvykle nebývá pěstována jako plodina pro expedici ve velkém množství, pouze příležitostně je prodávána na místních trzích.